# Ben White (Cricketspieler)
Benjamin Charlie White (* 29. August 1998 in Dublin, Irland) ist ein irischer Cricketspieler der seit 2021 für die irische Nationalmannschaft spielt.

## Aktive Karriere
White gab sein Debüt in der Nationalmannschaft in der Twenty20-Serie gegen Südafrika im Juli 2021. Er konnte sich schnell in der Mannschaft etablieren und wurde für den ICC Men’s T20 World Cup 2021 nominiert, wo er ein Spiel bestritt. Kurz darauf verpasste er sein mögliches ODI-Debüt in den West Indies, da er positiv auf COVID-19 getestet wurde. Er fiel daraufhin zunächst aus dem Kader. Im April 2023 gab er sein Test- und damit gleichzeitig sein First-Class-Debüt in Bangladesch. Daraufhin folgte auch sein ODI-Debüt beim ICC Cricket World Cup Qualifier 2023 gegen den Oman. Im März 2024 gelangen ihm 4 Wickets für 20 Runs in den Twenty20s gegen Afghanistan, wofür er als Spieler des Spiels ausgezeichnet wurde.